# Zloba – Královna černé magie
Zloba – Královna černé magie je americký dark fantasy film na motivy animované filmové pohádky Šípková Růženka z roku 1959. Režisérem je Američan Robert Stromberg. V hlavních rolích hrají Angelina Jolie jako Zloba a Elle Fanning jako Princezna Aurora.
Natáčení filmu začalo 18. června 2012 a za datum premiéry určilo studio Walt Disney Pictures ve Velké Británii 28. květen 2014 a v USA 30. květen 2014. Premiéra v ČR proběhla 29. května 2014. Film se setkal s protichůdnými názory kritiků. Soundrack "Once upon a dream" nazpívala zpěvačka Lana Del Rey. Překrásná melodie skladby má skutečně vznešený původ: instrumentální podklad je částečně převzat z baletu Petra Iljiče Čajkovského "Šípková Růženka" (konkrétně se jedná o část "Garland Valčík").
Děj
Existovala dvě území. V jednom vládl starý a hamižný král a v tom druhém žádného krále nepotřebovali, protože v něm nežili jen obyčejní lidé, ale bytosti s nadpřirozenými schopnostmi. Jednoho dne se Zlobilka (víla) dovídá, že chudý chlapec Stefan ukradl krystal a tím začíná její dobrodružství. Zlobilka a Stefan se navzájem poznávali a Zlobilka ke Stefanovi začala cítit něco víc než jen pouhé přátelství. Později Zlobilku Stefan zradil a ona se jako Zloba rozhodla pomstít. Zaklela mu jeho dceru (princeznu Auroru) kouzlem, které dokáže zlomit jen opravdová láska. A proto, že na ni Zloba nevěří, přijde jí to jako dokonalý trest.

## Obsazení
- Angelina Jolie jako Zloba (Maleficent) (v českém znění Regina Řandová)
- Elle Fanning jako Šípková Růženka (Princezna Aurora) (v českém znění Barbora Šedivá)
- Sharlto Copley jako Král Stefan (v českém znění David Novotný)
- Sam Riley jako Diaval – havran Zloby (v českém znění Petr Lněnička)
- Brenton Thwaites jako Filip (v českém znění Radek Škvor)
- Imelda Staunton jako Knotgrass (v českém znění Jaroslava Brousková)
- Juno Temple jako Thistlewit
- Lesley Manville jako Flittle
- Kenneth Cranham jako Král Henry

## Ocenění a nominace
| Ocenění                                  | Kategorie                                   | Nominovaný                            | Výsledek  |
| ---------------------------------------- | ------------------------------------------- | ------------------------------------- | --------- |
| Cena Saturn                              | nejlepší film (fantasy)                     |                                       | nominace  |
| Cena Saturn                              | nejlepší ženský herecký výkon v hlavní roli | Angelina Jolie                        | nominace  |
| Cena Saturn                              | nejlepší výkon mladého herce/herečky        | Elle Fanning                          | nominace  |
| Cena Saturn                              | nejlepší kostýmy                            | Anna B. Sheppard                      | nominace  |
| Critics' Choice Movie Awards             | nejlepší kostýmy                            | Anna B. Sheppard                      | nominace  |
| Critics' Choice Movie Awards             | nejlepší masky                              |                                       | nominace  |
| Hollywood Film Awards                    | nejlepší výprava                            | Dylan Cole a Gary Freeman             | vítězství |
| Hollywood Music in Media Awards          | nejlepší skladatel (sci-fi/fantasy film)    | James Newton Howard                   | nominace  |
| Kids' Choice Award                       | nejoblíbenější film                         |                                       | nominace  |
| Kids' Choice Award                       | nejoblíbenější herečka                      | Angelina Jolie                        | nominace  |
| Kids' Choice Award                       | nejoblíbenější herečka                      | Elle Fanning                          | nominace  |
| Kids' Choice Award                       | nejoblíbenější zloduch                      | Angelina Jolie                        | vítězství |
| Nickelodeon Kids' Choice Awards (Mexiko) | nejoblíbenější film                         |                                       | nominace  |
| Oscar                                    | nejlepší kostýmy                            | Anna B. Sheppard                      | nominace  |
| People's Choice Awards                   | nejoblíbenější film                         |                                       | vítězství |
| People's Choice Awards                   | nejoblíbenější rodinný film                 |                                       | vítězství |
| People's Choice Awards                   | nejoblíbenější filmová herečka              | Angelina Jolie                        | nominace  |
| People's Choice Awards                   | nejoblíbenější herečka (akční film)         | Angelina Jolie                        | nominace  |
| Phoenix Film Critics Society             | nejlepší rodinný film                       |                                       | nominace  |
| Phoenix Film Critics Society             | nejlepší kostýmy                            | Anna B. Sheppard                      | nominace  |
| Satellite Awards                         | nejlepší kostýmy                            | Anna B. Sheppard                      | nominace  |
| Satellite Awards                         | nejlepší výprava                            | Dylan Cole, Frank Walsh, Gary Freeman | nominace  |
| Teen Choice Awards                       | nejlepší film (akční)                       |                                       | nominace  |
| Teen Choice Awards                       | nejlepší filmová herečka (akční film)       | Angelina Jolie                        | nominace  |
| Teen Choice Awards                       | nejlepší filmová herečka (akční film)       | Elle Fanning                          | nominace  |